# Castirla
Castirla je naselje in občina v francoskem departmaju Haute-Corse regije - otoka Korzika. Leta 2009 je naselje imelo 190 prebivalcev.

## Geografija
Kraj leži v severno-osrednjem delu otoka Korzike ob robu naravnega regijskega parka Korzike, 63 km jugozahodno od središča Bastie.

## Uprava
Občina Castirla skupaj s sosednjimi občinami Albertacce, Calacuccia, Casamaccioli, Castiglione, Corscia, Lozzi, Omessa, Piedigriggio, Popolasca, Prato-di-Giovellina in Soveria sestavlja kanton Niolu-Omessa s sedežem v Calacuccii. Kanton je sestavni del okrožja Corte.